# Sun'R Groupe
Sun'R Groupe est une entreprise française du secteur de l'énergie solaire photovoltaïque, notamment en agrivoltaïsme et disposant de plusieurs filiales.

## Historique
Sun'R est fondée en 2007 par Antoine Nogier. En 2009, elle entre dans le secteur de l'agrivoltaïsme, où les persiennes solaires placées au-dessus des cultures alimentaires changent leur orientation au fil de la journée. En parallèle, elle finance le développement d'une quarantaine de centrales solaires au sol, entraînant des démêlés avec Tenesol et sa maison-mère Total lors du moratoire sur les tarifs de rachat en 2011.
En 2016, le fonds d'investissement Demeter entre au capital de Sun'R, qui a alors déployé 70 centrales solaires en toiture. En 2018, Sun'R exploite un parc total d'une capacité de 30 MW.
En 2021, la filiale Sun'R Power a mis en service la 2ᵉ tranche du parc solaire de Cambrai-Niergnies, situé sur la commune de Niergnies (Nord), à 5km de Cambrai.
En 2022, Eiffage Concessions fait l'acquisition du groupe.

## Activités
L'activité historique est la construction et l'exploitation de centrales photovoltaïques au sol ou sur bâtiment agricole. En 2009, Sun'R et l'INRA ont développé[source secondaire souhaitée] l'agrivoltaïsme, une solution de protection des cultures tout en produisant de l'énergie. 

### Sun'Agri
Les services de Sun'Agri s'appuient sur dix ans de recherches, menées depuis 2009 avec l'INRA à Montpellier dans le cadre du projet Sun'Agri. Les partenaires et fournisseurs du projet sont Optimum Tracker, Photowatt et iTK. Un démonstrateur pilote est installé en 2018 sur une parcelle de vignes à Tresserre (Pyrénées-Orientales).

### Volterres
En 2019, Sun'R Groupe a lancé Volterres, fournisseur d'électricité qui propose sans surcoût un service de traçabilité de l'électricité. L'outil développé s'appuie sur la blockchain pour certifier en temps réel[source secondaire souhaitée].

## Financement
À ses débuts, Sun'R se distingue en proposant aux particuliers des investissements partiellement défiscalisés via une société de portefeuille. Elle lève ainsi 11,3 millions d'euros en 2009. En 2018, l'entreprise procède au refinancement bancaire de certaines centrales pour dégager des fonds pour des nouveaux projets.